# Бронзовоспинна нектарка
Бронзовоспинна некта́рка (Anabathmis) — рід горобцеподібних птахів родини нектаркових (Nectariniidae). Представники цього роду мешкають в Західній і Центральній Африці.

## Види
Виділяють три види:
- Нектарка нігерійська (Anabathmis reichenbachii)
- Нектарка бронзовоспинна (Anabathmis hartlaubii)
- Нектарка сан-томейська (Anabathmis newtonii)

## Етимологія
Наукова назва роду Anabathmis походить від слова дав.-гр. αναβαθμις — крок, сходинка.